# Sainte-Radegonde (Gers)
Sainte-Radegonde (gaskognisch: Senta Regonda) ist eine französische Gemeinde mit 175 Einwohnern (Stand 1. Januar 2022) im Département Gers in der Region Okzitanien (bis 2015 Midi-Pyrénées); sie gehört zum Arrondissement Condom und zum Gemeindeverband Lomagne Gersoise. Die Bewohner nennen sich Saint-Radegondois/Saint-Radegondoises.
Sie ist umgeben von den Nachbargemeinden Pauilhac im Norden, Fleurance im Nordosten, Osten und Südosten, Réjaumont im Süden und Südwesten, La Sauvetat im Westen sowie Lamothe-Goas im Nordwesten.

## Bevölkerungsentwicklung
| Jahr                       | 1793 | 1831 | 1856 | 1962 | 1968 | 1975 | 1982 | 1990 | 1999 | 2006 | 2011 | 2016 |
| Einwohner                  | 129  | 422  | 427  | 180  | 180  | 160  | 146  | 155  | 170  | 186  | 184  | 183  |
| Quellen: Cassini und INSEE |      |      |      |      |      |      |      |      |      |      |      |      |